# علی بن مهزیار اهوازی

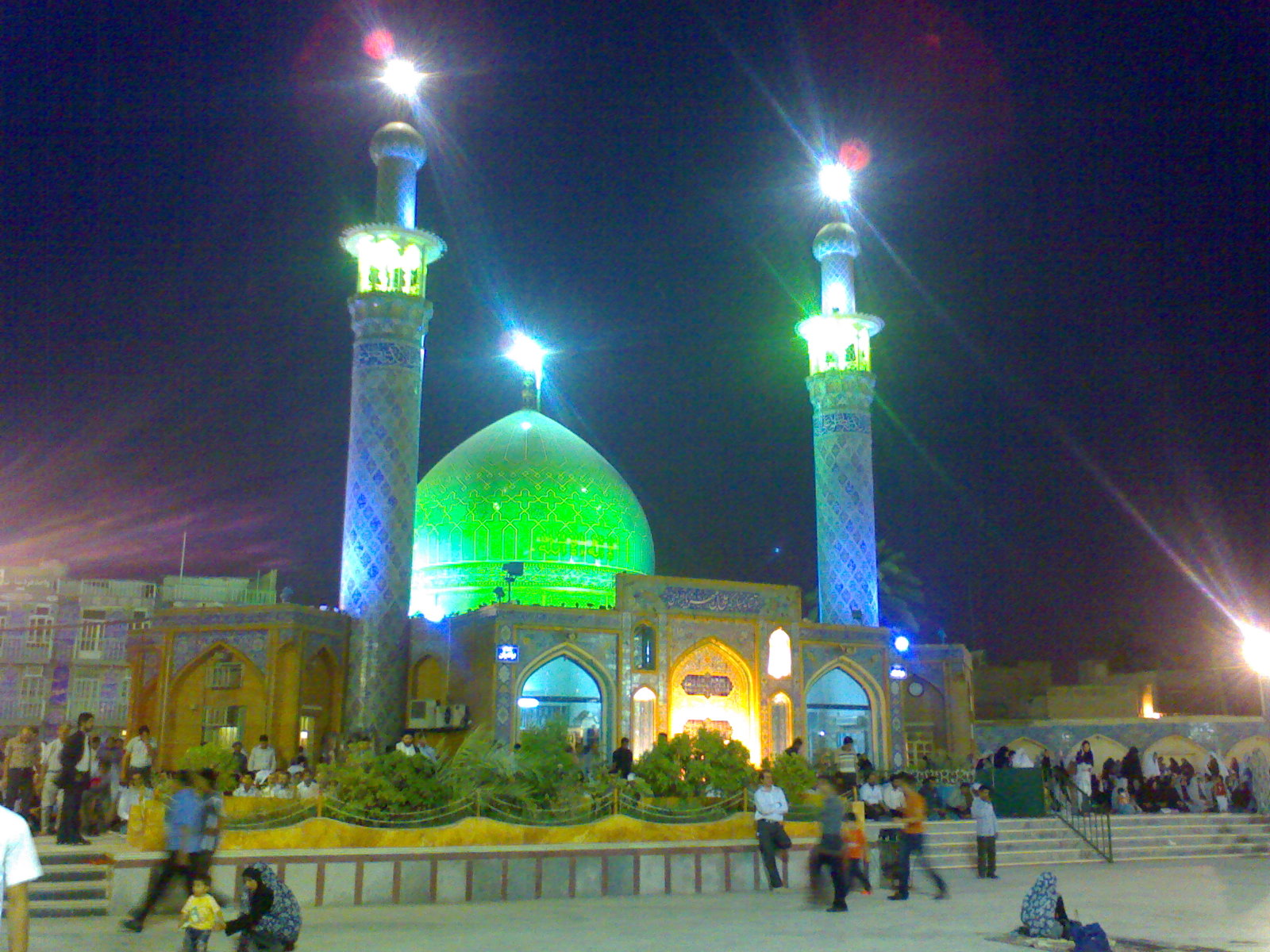
مقبره علی ابن مهزیار اهوازی در اهواز

علی ابن مهزیار اهوازی یا علی مهزیار (هندیجانی)، (سده سوم هـ. ق)، از فقها، محدثان معروف شیعه و از اصحاب علی بن موسی الرضا، محمد بن علی التقی، علی بن محمد النقی، و حسن بن علی العسکری بوده و احکام دینی را نزد آن‌ها فراگرفته و نمایندهٔ آنان بوده‌است. وی مسیحی بود و در نوجوانی به همراه پدرش مهزیار به اسلام گروید.
شیخ طوسی در رجال او را از یاران علی بن موسی الرضا می‌داند و می‌گوید: دانشمندی موثق و دارای اعتقادی درست بود و از یاران پیشوای نهم و دهم شیعیان نیز محسوب می‌شود.
در فهرست می‌نویسد: «علی بن مهزیار اهوازی رحمت‌الله علیه دانشمندی جلیل القدر، دارای روایات فراوان و ثقه است. اوراست سی و سه کتاب، مانند کتب حسین بن سعید با زیادت کتاب حروف القرآن، کتاب الانبیاء، کتاب البشارات.»
علی علم فقه و شناخت احکام دینی را آموخت، و از علی بن موسی الرضا و محمد بن علی النقی روایت کرده‌است و از اصحاب خاص محمد بن علی التقی بشمار می‌رفت و نیز از اصحاب علی بن محمد التقی هم بود، و در بعضی از نواحی وکیل علی بن محمد التقی بود.
براساس برخی روایات وی در زمان حسن بن علی العسکری درگذشته‌است. بنابر روایات تاریخی هنگامی که مأمون خلیفه عباسی دستور داد تا علی بن موسی الرضا به عنوان ولیعهد او از مدینه عازم خراسان شود علی بن موسی الرضا در مسیر حرکت خود در روز شانزدهم صفر سال ۲۰۱ هـ. ق وارد اهواز شد و چند روزی در این شهر توقف نمود. بعداً در محل اقامت امام مسجدی به نام مسجدالرضا بنا گردید که علی‌ابن مهزیار وصیت کرد پس از مرگ او را در مسجد مذکور دفن کنند. در قسمت غربی بقعه وی و پیوسته به مقبره مکانی وجود دارد که احتمالاً همان مسجدی است که به آن اشاره شد.
او از سوی علی بن موسی الرضا جانشین «عبدالله بن جندب»، وکیل جعفر بن محمد الصادق و موسی بن جعفر الکاظم شد و توقیعاتی از جانب محمد بن علی النقی و علی بن محمد التقی به او رسید.
علی بن مهزیار اهوازی از چهره‌های شیعه است که هم از جواد و هم از پدرش، رضا، احادیث فراوانی نقل کرده‌است. ابن مهزیار در اصل از هندیجان و مسیحی بود بود که بعد از آمدن به اهواز لقب اهوازی گرفت. ابه نقل از نجاشی ابن مهزیار مناظراتی با علی بن اسباط، که فطحی مذهب بود، داشته‌است. بر طبق این گزارش، آن دو عاقبت نتیجه بحثشان را نزد امام جواد برده‌اند و جواد، علی بن اسباط را قانع کرده و باعث شده او به تشیع بگرود. تعداد آثار ابن مهزیار را ۳۳ ذکر می‌کنند. به نوشته منابع شیعی، مقام علی بن مهزیار نزد محمد بن علی التقی تا حدی بود که محمد بن علی التقی ضمن نامه ای، او را با عبارت «کسی را که مانند تو ندیدم» توصیف می‌کند.

## دانش
ابن مهزیار اهوازی از مفسران قرن سوم هجری است و بیش از سی کتاب و رساله در زمینه‌های مختلف معارف اسلامی دارد. نام وی در اسناد حدود ۴۳۷ روایت آمده‌است.

## آثار
تعداد آثار مهزیار اهوازی را ۳۳ ذکر می‌کنند. تفسیر و حروف القرآن با موضوع قرآن از جمله آثار اوست.
وی در تاریخ نیز کتاب‌هایی دربارهٔ زندگینامهٔ پیامبران تألیف کرده‌است. سید بن طاووس از کتاب ملاحم وی نیز یاد می‌کند.
بیشتر کتاب‌های علی بن مهزیار اهوازی فقهی است. وی مقالاتی در اشربه، بازرگانی و پیشه‌وری داشته کتاب الوضوء، کتاب الصلاة، کتاب الزکاة، کتاب الصوم، کتاب الحج، کتاب الطلاق، کتاب الحدود، کتاب الدیات، کتاب التفسیر، کتاب الفضائل، کتاب العتق و التدبیر، کتاب التجارات و الاجارات، کتاب المکاسب به رشته تحریر درآورده بود.
کتاب المثالب، کتاب الدعاء، کتاب التجمل و المروة و کتاب المزار از دیگر آثار وی است.

## زندگی خانوادگی
علی بن مهزیار اصالتاً اهل هندیجان است. پدر وی به نام مهزیار، مسیحی بود که اسلام آورد. او نیز همراه پدرش، در همان دوران نوجوانی به دین اسلام گروید.

## استادان
- محمد بن ابی عمیر
- احمد بن اسحاق ابهری
- احمد بن محمد بن ابی نصر
- حسن بن علی بن فضال
- حسن بن محبوب
- حسین بن سعید اهوازی
- حماد بن عیسی
- صفوان بن یحیی
- عبدالله بن یحیی
- محمد بن اسماعیل بن بزیع
- محمد بن حسن قمی

سید ابوالقاسم خویی استادان و کسانی که وی از آنان روایت نقل کرده را بیش از پنجاه نفر ذکر کرده‌است.

## شاگردان
ابوالقاسم خوئی در کتاب رجالی خویش نام بیش از بیست نفر از شاگردان علی بن مهزیار اهوازی را ذکر کرده‌است. از آن جمله احمد بن محمد بن خالد برقی، ابراهیم بن هاشم قمی هستند.

## روایات امامان شیعه

### نامه امام نهم شیعیان حول وی
نامه امام نهم شیعیان، محمد بن علی الجواد پیرامون علی بن مهزیار اهوازی:
«ای علی خداوند پاداش نیک به تو دهد و در بهشت خود ساکن گرداند و از ذلت در دنیا و آخرت بر حذر دارد، و تو را با ما محشور فرماید … اگر بگویم من کسی را مانند تو ندیده‌ام امیدوارم که راست گفته باشم.»

### زیارت حسین بن علی و علی بن موسی الرضا
علی بن مهزیار اهوازی نقل می‌نماید که از امام نهم شیعیان سؤال کردم «زیارت علی بن موسی الرضا افضل است یا زیارت حسین بن علی» وی اینگونه پاسخ داد:
«زیارت پدرم از زیارت امام حسین (ع) افضل است چرا که حضرت را تمام مردم زیارت می‌کنند ولی پدرم را زیارت نمی‌کند مگر خواص از شیعه.»